# Chamaeza turdina
Chamaeza turdina là một loài chim trong họ Formicariidae.